# Chucena
Chucena is een gemeente in de Spaanse provincie Huelva in de regio Andalusië met een oppervlakte van 26 km². In 2007 telde Chucena 2043 inwoners.